# Сент Томас (Мисури)
Сент Томас (енгл. St. Thomas) град је у америчкој савезној држави Мисури.

## Демографија
По попису из 2010. године број становника је 263, што је 24 (-8,4%) становника мање него 2000. године.
| Група             | 2000.       | 2010.       |
| Белци             | 281 (97,9%) | 261 (99,2%) |
| Афроамериканци    | 5 (1,7%)    | 1 (0,4%)    |
| Азијати           | 0 (0,0%)    | 0 (0,0%)    |
| Хиспаноамериканци | 1 (0,3%)    | 0 (0,0%)    |
| Укупно            | 287         | 263         |